# 一意
| ウィキペディアには「一意」という見出しの百科事典記事はありません（タイトルに「一意」を含むページの一覧/「一意」で始まるページの一覧）。 代わりにウィクショナリーのページ「一意」が役に立つかもしれません。 |